# Petroica pusilla
A Petroica pusilla a madarak osztályának a verébalakúak (Passeriformes) rendjéhez és a  cinegelégykapó-félék (Petroicidae) családjához tartozó faj.

## Rendszerezése
A fajt Titian Peale amerikai ornitológus írta le 1848-ban. Korábban a skarlátbegyű cinegelégykapó (Petroica multicolor) alfaja volt Petroica multicolor pusilla néven. Egyes szervezetek jelenleg is ide sorolják.

## Előfordulása
A Fidzsi-szigetek, Pápua Új-Guinea, Szamoa, Salamon-szigetek és Vanuatu területén honos. Természetes élőhelyei a mérsékelt övi erdők, szubtrópusi vagy trópusi esőerdők, lombhullató erdők és szavannák, valamint ültetvények, vidéki kertek és városias régiók. Vonuló faj.

## Megjelenése
Testhossza 13 centiméter, testtömege 7-9 gramm.

## Életmódja
Rovarokkal és más gerinctelenekkel táplálkozik.

## Természetvédelmi helyzete
Az elterjedési területe rendkívül nagy, egyedszáma viszont csökken, de még nem éri el a kritikus szintet. A Természetvédelmi Világszövetség Vörös listáján nem fenyegetett fajként szerepel.